# Заколот ПВК «Вагнер»
Заколот ПВК «Вагнер», також заколот Пригожина — короткочасний внутрішній конфлікт у Росії між Міністерством оборони включно з регулярною армією з одного боку та ПВК «Вагнер» на чолі з Євгеном Пригожиним — з другого. Масштабні дії розпочалися ввечері 23 червня 2023 року після заяв лідера вагнерівців, внутрішніх військ РФ і російської опозиції та завершились ввечері 24 червня після перемовин Олександра Лукашенка з Пригожиним. Результат: кримінальну справу проти Пригожина про «збройний заколот» закриють, Вагнер піде в «польові табори», а сам Пригожин поїде в Білорусь.
23 червня 2023 року ватажок ПВК «Вагнер» Євген Пригожин звинуватив військових Міністерства оборони Росії в обстрілі тилових позицій вагнерівців і пообіцяв покарати тих, хто це зробив, зокрема міністра оборони РФ Сергія Шойгу. Він також заперечив риторику виправдання Путіним російського вторгнення в Україну з 2022 року, заявивши, що Україна і НАТО не планували нападу на Донбас і Крим у 2022 році, звинуватив міністра оборони РФ Сергія Шойгу в невдачах і смертях російських військових на полі бою, що війна Росії в Україні мала на меті принести користь елітам, звинуватив російських військовиків у ракетній атаці на ПВК «Вагнер», пригрозив російському уряду за те, що вони спонукали Федеральну службу безпеки РФ порушити проти нього кримінальну справу⁠. Бунт Пригожина підтримали Російський добровольчий корпус, неонацистське терористичне угрупування ДШРГ «Русич», Михайло Ходорковський.

## Передісторія
З російським вторгненням в Україну у відносинах між ПВК «Вагнер» та Міноборони Росії поступово посилюється напруженість. У перші місяці вторгнення російські Сухопутні війська зазнавали колосальних втрат, однак, незважаючи на це, влада Росії на деякий час відкладала рішення про оголошення мобілізації та активно вербувала найманців для участі у вторгненні. З часом це призвело до посилення впливу групи Вагнера та її власника Євгена Пригожина. Пригожин отримує незліченні ресурси, включно з власною авіацією, а з літа 2022 року — право вербувати ув'язнених з російських в'язниць в ПВК «Вагнер», в обмін на подальшу свободу. З травня 2022 по травень 2023 ПВК отримала із бюджету Росії понад 86 мільярдів рублів, а пов'язаний з нею кейтеринговий холдинг «Конкорд» заробив 80 мільярдів рублів на організації харчування російських солдатів. Пізніше в ефірі програми «Вісті тижня» на російському телебаченні визнали, що «в рамках укладених з державою контрактів» ПВК «Вагнер» отримала 858 млрд рублів, а «Конкорд» надав послуг на 845 млрд рублів. Як результат, кількість членів «Вагнера» зросла з «кількох тисяч» бійців у 2017—2018 роках, до приблизно 50 000 бійців у грудні 2022 року, причому більшість становили засуджені, завербовані з в'язниць.
Незважаючи на те, що уряд довіряв «Вагнеру» дедалі значніші ресурси, група не мала законних повноважень. Пригожин не обіймав жодної офіційної посади і не був ні призначений, ні обраний, тобто технічно він не мав жодних повноважень. Однак, з війною в Україні Пригожин стає всесвітньо відомим, відмовившись від закритого особистого життя. Він активно висвітлює новини з передової, одягаючись у військову форму. Тож ПВК «Вагнер» почали сприймати як приватну армію Пригожина, що діє поза російським законодавством і військовою ієрархією країни. Міноборони Росії були незадоволеним таким порядком речей, тож почало обмежувати зростаючий вплив Пригожина. На початку лютого 2023 року Пригожин оголосив, що «Вагнер» припинив вербувати полонених. Очікувалося, що ця зміна знизить боєздатність групи, що і сталося. Однак, завдяки досягнутому впливу, на той момент Пригожин вже став одним із небагатьох, хто наважився критикувати недоліки в роботі російських воєначальників. Найпомітнішою мішенню його критики стає керівництво Міноборони Росії. Пригожин характеризує його чиновників як корупціонерів, що переслідують власні меркантильні інтереси та діють на шкоду інтересів Росії. Також Пригожин критикував іншу російську еліту, включно з депутатами російського парламенту та російськими олігархами, а також їх дітей, за те, що вони насолоджуються розкішним і безтурботним життям, тоді як прості люди гинуть на війні.
Під час напруженої битви за Бахмут напруга між ПВК «Вагнер» та МО загострилася до критичної точки. Пригожин неодноразово висловлював своє невдоволення недостатнім забезпеченням боєприпасами. Він погрожував відвести свої сили, якщо його вимоги не будуть виконані, звинувачуючи міністра оборони Сергія Шойгу та командувача Збройними силами Росії генерала Валерія Герасимова у значних втратах серед бійців ПВК «Вагнер». Адже за незалежними оцінками, майже половина з 20 000 російських військових, які загинули в Україні з грудня 2022 року по червень 2023 року, були бойовиками ПВК «Вагнер», які загинули в Бахмуті. Після оголошення Росією перемоги в Бахмуті наприкінці травня 2023 року ПВК «Вагнер» розпочала свій вихід з міста. Її бійців було замінено бійцями регулярних російських військ. Однак в 20-х числах червня 2023 року тривалий конфлікт між ПВК «Вагнер» та Міноборони Росії досяг апогею, коли регулярні війська почали системно атакувати відступаючі сили Вагнера.
10 червня 2023 року Міністерство оборони РФ почало вимагати від членів «добровольчих формувань», як-от ПВК «Вагнер», підписати контракти безпосередньо з міністерством, цей крок особисто схвалив президент РФ Володимир Путін, виступаючи на телебаченні 13 червня 2023 року.
Однак, попри коментарі Путіна, 14 червня 2023 року Пригожин заявив, що «жоден з бійців „Вагнера“ не готовий знову стати на шлях ганьби». Тому вони не підписуватимуть контракти.

## Хід подій

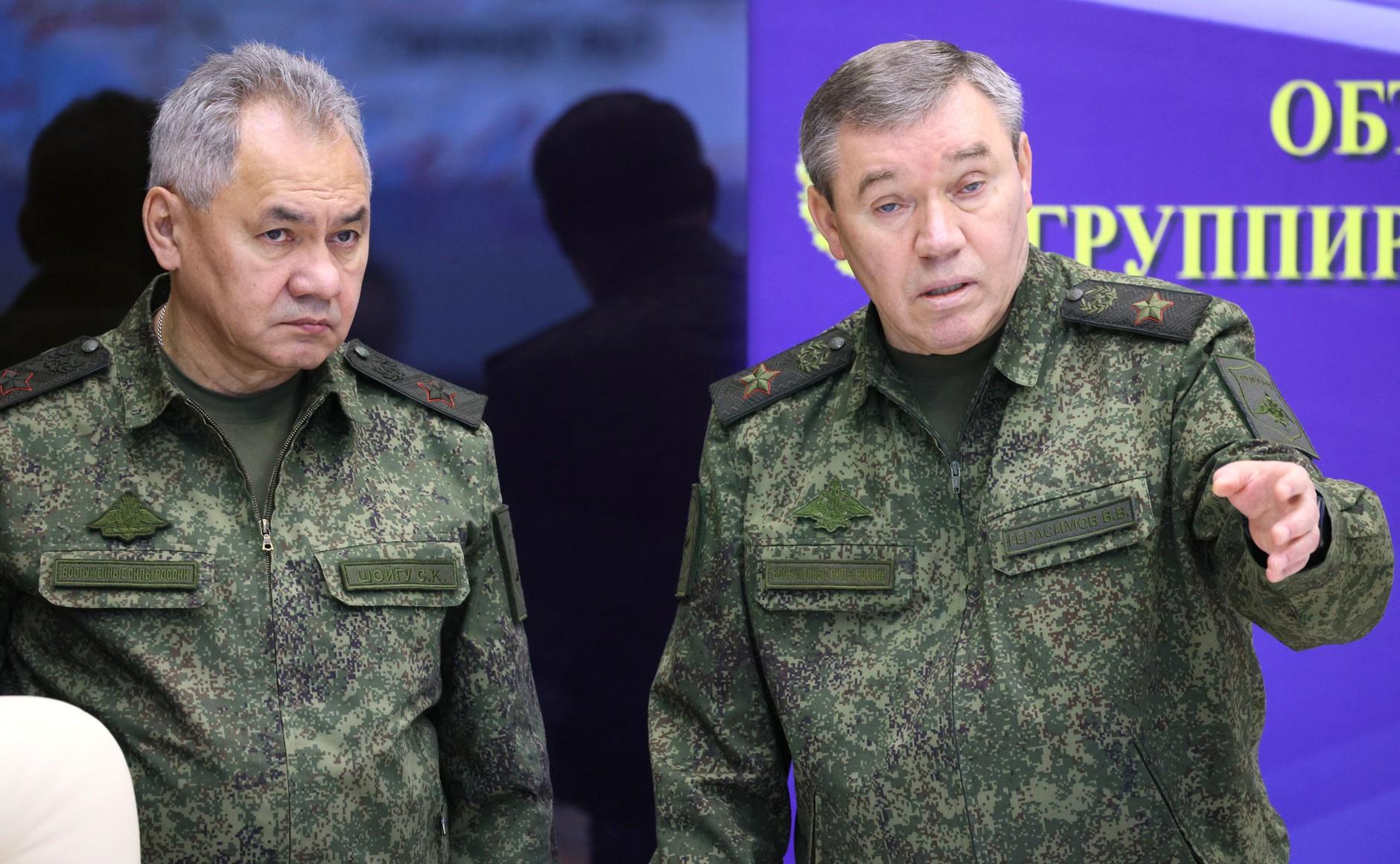
Міністр оборони Сергій Шойгу та начальник Генштабу Валерій Герасимов проти яких власник ПВК «Вагнер» Євген Пригожин оголосив «марш справедливості» з метою їх відставки та покарання. Ватажок найманців був обурений неефективною організацією ними бойових дій Росії проти України, розкраданням виділених на це ресурсів, що стало головною причиною невдач у війні та їх рішенням розформувати угруповання найманців.

### 23 червня
У телеграм-каналах, пов'язаних із ПВК «Вагнер», поширився відеозапис, зроблений, як стверджувалося, Євгеном Пригожиним на місці ракетного удару по табору найманців. Видання Meduza 24 червня випустило статтю-викриття з твердженням, що удар по табору ПВК є постановкою. Увечері того ж дня Євген Пригожин заявив про початок збройного конфлікту з Міноборони РФ. Повідомлення з'явилося в телеграм-каналі його прес-служби. Пригожин закликав приєднатися до конфлікту проти Міноборони, звинуватив Сергія Шойгу в тому, що той використовував артилеристів і вертольоти, і в тому, що той нібито «боягузливо втік о дев'ятій вечора з Ростова-на-Дону». Міноборони Росії відкинуло звинувачення в завданні удару по тилових таборах ПВК «Вагнер». Після цього Генпрокуратура РФ повідомила, що стосовно Пригожина порушено справу за статтею 279 КК РФ (збройний заколот).
Генерали Сергій Суровікін і Володимир Алексєєв звернулися до бійців ПВК «Вагнер» із закликом «зупинитися». Раніше Євген Пригожин позитивно відгукувався про Суровікіна.
За словами Євгена Пригожина, 23 червня він написав у Слідчий комітет РФ заяву на Сергія Шойгу і Валерія Герасимова через їхню відповідальність «за геноцид російського народу».
Увечері 23 червня 2023 року Євген Пригожин звинуватив Міноборони Росії в убивстві найманців ПВК «Вагнер», обізвав Міністра оборони РФ Сергія Шойгу «тварюкою» і заявив: «Нас 25 тисяч, і ми йдемо розбиратися, чому в країні коїться беззаконня». На думку Євгена Пригожина, удар по його бойовиках був завданий з тилу.
Телеканал «Россия 24» перервав ефір, щоб зачитати коментар Міноборони про те, що слова засновника ПВК «Вагнера» Пригожина «не відповідають дійсності».
У Москві в ході виконання плану «Фортеця» посилили заходи безпеки: підняли підрозділи ОМОНу і СОБРу. Уночі в Москві, Ростові та Ростові-на-Дону помічено військову техніку.

### 24 червня
24 червня о 7:30 ранку Пригожин заявив, що військові об'єкти Ростова-на-Дону перебувають під контролем ПВК «Вагнер», в тому числі аеродром, для того, щоб штурмова авіація наносила удари не по членах ПВК «Вагнер», а по українцях. Він також звинуватив Міністерство оборони РФ у неналежному управлінні та великих втратах російських солдатів. Пригожин повідомляє Євкурову, що нібито вагнерівці збили третій вертоліт і «зіб'ють усі, якщо їх будуть посилати». Він каже, що ПВК приїхала в Ростов, щоб «отримати начальника Генштабу і Шойгу».
Близько 8 години ранку в Санкт-Петербурзі співробітники ОМОНу і Росгвардії зайшли в будівлю «ПВК Вагнер Центр». Також у рамках обшуків у готелі «Трезіні» в Академічному провулку, що належить Пригожину, силовики вилучили з трьох машин 4 млрд рублів, які, за словами Пригожина, призначалися на виплати найманцям ПВК «Вагнер» і родичам загиблих. В аеропорту Пулково були опечатані орендовані структурами Пригожина літак і вертоліт.
О 10:00 зі зверненням до росіян виступив Володимир Путін. За його словами, заколот Пригожина є «ударом у спину країні». «Те, з чим ми зіткнулися, — це особиста зрада», — заявив президент. Він порівняв дії Пригожина з лютневою революцією 1917 року, яка призвела до громадянської війни. Путін сказав, що наказав «нейтралізувати організаторів заколоту».

Об 11 годині Пригожин відповів на звернення Путіна:
З приводу зради батьківщини президент глибоко помилився. Ми воювали й воюємо: усі бійці ПВК «Вагнер». І ніхто не збирається на вимогу президента, ФСБ або ще кого-небудь прийти з повинною, бо ми не хочемо, щоб країна далі жила в корупції, обмані та бюрократії.
Водночас Пригожин додав, що боєприпаси, які мали піти на війну в Україні, російські чиновники «заощаджували для себе — для того випадку, який настав сьогодні, коли хтось іде на Москву».
Близько 12:30 у Воронежі почала горіти нафтобаза, очевидці побачили чорний стовп диму поблизу міста, лунала повітряна тривога. На цій стадії заколот Пригожина остаточно перейшов у силову фазу, почались бойові зіткнення з урядовими силами, російська авіація задала ударів по трасі М-4, по якій рухалися бійці ПВК «Вагнер».

Як стверджує пресслужба Лукашенка, Пригожин прийняв пропозицію самопроголошеного президента Білорусі «про зупинення руху озброєних осіб компанії „Вагнер“ на території Росії та подальші кроки щодо деескалації напруги».
Наразі на столі — абсолютно вигідний і прийнятний варіант розв'язки ситуації, з гарантіями безпеки для бійців ПВК «Вагнер».
— стверджує пресслужба Лукашенка.
О 20:30 Пригожин підтвердив, що його найманці розвертають свої колони й ідуть у зворотному напрямку. Про розмову з Лукашенком він не згадував. Власник ПВК «Вагнер» сказав, що його найманці за добу «пройшли, не доходячи 200 км до Москви». За цей час, мовляв, «вагнерівці» не пролили ані краплі крові своїх бійців.

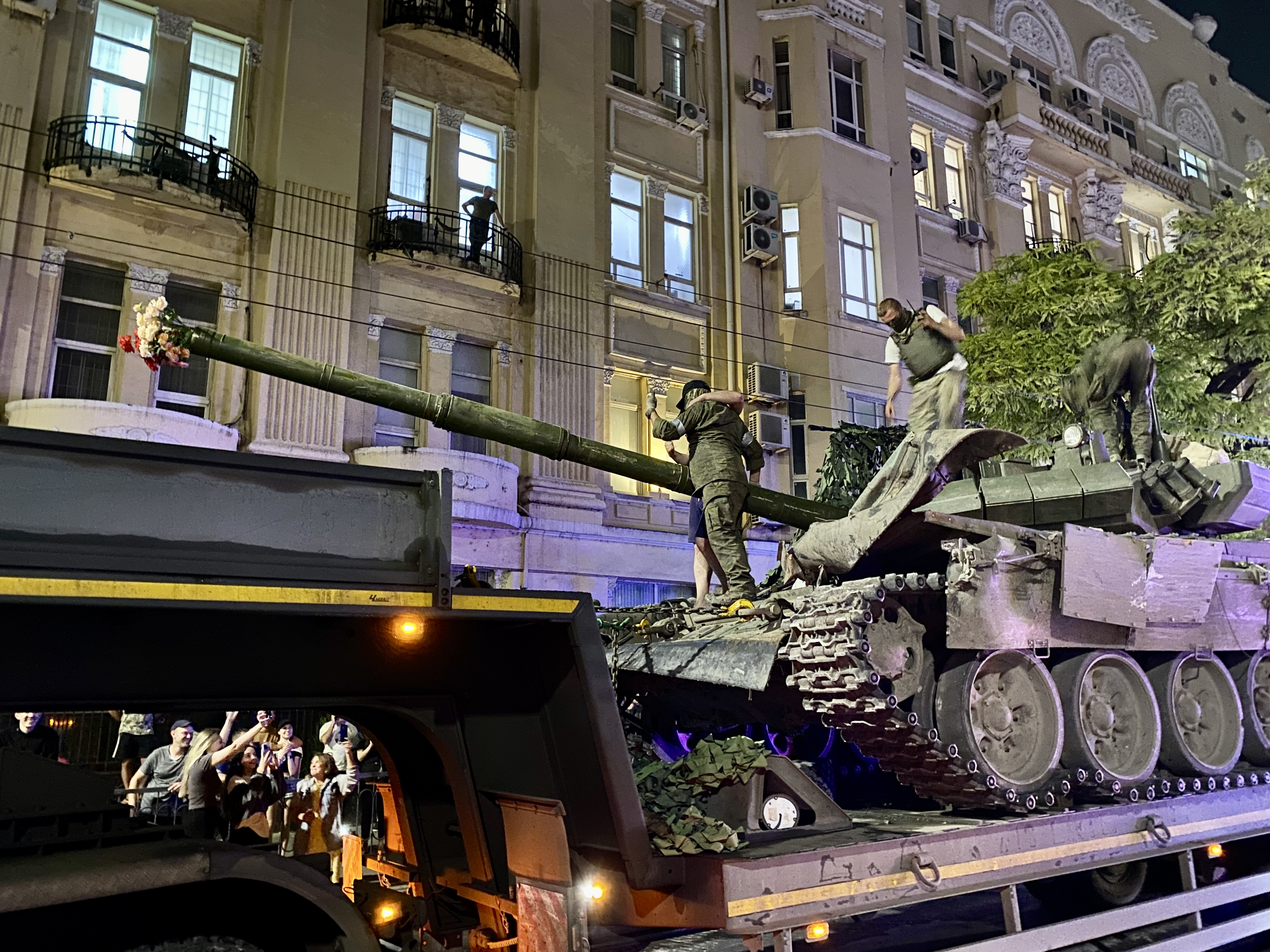
Натовп у вечірньому Ростові-на-Дону поруч зі штабом командування Північно-Кавказького військового округу РФ з цікавістю спостерігає за вагнерівцями на корпусі танка Т-72Б з квітами у стволі. Ростовчани аплодують і фотографуються, а найманці дякують мешканців міста за підтримку

Настав той момент, коли кров може пролитися. Тому, розуміючи всю відповідальність за те, що буде пролито російську кров з однієї зі сторін, ми розвертаємо наші колони й ідемо у зворотному напрямку в польові табори, згідно з планом.
— сказав власник ПВК.
Близько 23:00 група Вагнера почала виводити свої сили з Ростова-на-Дону На відео, яке поширилося в російських соціальних мережах, видно, як жителі Ростова-на-Дону вітають бійців Вагнера, які покидають місто.
Речник Кремля Дмитро Пєсков оголосив, що звинувачення з Пригожина будуть зняті і він буде відправлений до Білорусі. Бійці «Вагнера» не будуть притягнуті до кримінальної відповідальності, а ті, хто не брав участі у заколоті, можуть підписати контракти з Міністерством оборони. Організація «Вагнера» загалом, за словами Пєскова, повернеться до місць своєї попередньої дислокації під час воєнного часу. Офіс Путіна, як повідомляється, висловив, що вони «вдячні президенту Білорусі за ці зусилля», які поклали край ситуації.

### Результат
Сторони домовилися, що кримінальну справу про військовий заколот, порушену стосовно Євгена Пригожина, буде припинено, а сам Пригожин піде до Білорусі. Найманців ПВК «Вагнер», які брали участь у заколоті, переслідувати не будуть, зважаючи на їхні «заслуги на фронті». Бійці повернуться до своїх таборів, і частина з них, якщо забажає, підпише контракти з Міноборони РФ. Пригожин (не довівши справу до кінця) розлютив багатьох вагнерців і ультранаціоналістів, що стали на його бік під час заколоту.
23 серпня 2023-го року Євген Прігожин, Дмитро Уткін та деякі інші керівники ПВК потрапили в авіакатастрофу під час рейсу Москва — Санкт-Петербург під селом Куженкіно Тверської області Росії.
За повідомленнями Telegram-каналу, пов'язаному з Євгеном Пригожиним, літак ватажка ПВК «Вагнер» був збитий силами російської протиповітряної оборони над Тверською областю.[джерело?]

## Втрати сторін

Мапа бойових дій в Російській Федерації 23-24 червня 2023 року

За даними OSINT-проект Oryx, на 24 червня 2023 року втрати російської армії: літак Іл-22, три вертольоти, призначені для радіоелектронної боротьби, один вертоліт Мі-35, один вертоліт Ка-52, бойову машину «Тигр», військовий КамАЗ; у ПВК «Вагнер» — два УАЗ, 1 КАМАЗ 65225, 1 Урал-4320.
під час заколоту ПВК «Вагнер» втратила: 1 багатоцільовий бронеавтомобіль 1 АМН-590951; 2 УАЗ-23632-148-64 з ДШК БМП; 1 вантажівка Урал-4320 6х6;1 КамАЗ 6х6.

## Реакція

### Україна
Президент України Володимир Зеленський:
Росія довго маскувала пропагандою свою слабкість і дурість свого правління. А тепер хаосу вже стільки, що жодною брехнею його не сховаєш. І все це — одна людина, яка знов і знов лякає 1917 роком, хоча взагалі ні до чого іншого привести не здатна", також Зеленський додав «Слабкість Росії очевидна. Повномасштабна слабкість. І чим довше Росія триматиме свої війська та найманців на нашій землі, тим більше хаосу, болю і проблем для себе ж потім отримає. Це теж очевидно. Україна здатна захистити Європу від розповзання російського зла і хаосу.
Голова ГУР Кирило Буданов:
Це зустрічний бій правди з неправдою. Я не назву це грою на публіку чи навіть фейком. Це абсолютно не туди. Це конфлікт цілком реальний і вони його і не приховують. Чому це так ріже око? Тому що очільник „Вагнера“ впринципі каже здебільшого правду. Міноборони РФ каже неправду.
Секретар РНБО Олексій Данілов:
Українська формула сталого миру передбачає вихід на кордони 1991 року і запуск процесів саморуйнації росії. Як війна розпочалась, так вона і закінчиться — всередині рф. Процес розпочато….
В офіційному Telegram каналі ГУР повідомили, що
…Москва готується до облоги — введено режим контртерористичної операції. […] У Москву стягують всю військову техніку, яка досі залишалась в резерві та прикордонних регіонах».

### Росія
Прессекретар Дмитро Пєсков заявив, що президент РФ
…в курсі ситуації, що розгортається навколо Пригожина, вживаються всі необхідні заходи.

Лідер «Російського добровольчого корпусу» Денис Капустін похвалив Пригожина, заявивши:
Хоча ми стоїмо по різні боки барикад і маємо різні погляди на майбутнє Російської Федерації, я цілком можу назвати його патріотом Росії, без сарказму та іронії.
Глава Чеченської республіки Рамзан Кадиров пообіцяв допомогти Путіну придушити повстання бійців ПВК «Вагнера»:
Усе, що відбувається, — ніж у спину і справжній військовий заколот! Заколот повинен бути пригнічений, і якщо для цього необхідно вжити жорстких заходів, то ми готові.
Він також заявив, що бійці Міноборони та Росгвардії з Чеченської Республіки вже виїхали до зон напруги.

Відомий опозиціонер Михайло Ходорковський підтримав дії ватажка ПВК «Вагнера» Євгена Пригожина:
Пригожинський заколот, незважаючи на свою половинчастість і непідготовленість — найсильніший удар по путінській репутації. Кремлівські тролі розганяють, що завтра все буде ОК. На жаль їм — не буде!.

Глава Російської православної церкви патріарх Кирило закликав до національної єдності, закликавши бійців Вагнера під командуванням Євгена Пригожина
…задуматися тим, хто взяв до рук зброю і готовий застосувати її проти своїх братів. Я підтримую зусилля глави держави, спрямовані на недопущення заворушень у нашій країні.

Губернатор Курської області, що межує з Україною, Роман Старовойт, закликав керівника Вагнера Євгена Пригожина відмовитися від своїх планів:
Курська область тісно співпрацювала з ПВК «Вагнера» у підготовці бійців добровольчих народних дружин нашої області, і я сам проходив це навчання.

### Міжнародна
Речник Ради національної безпеки США Адам Ходж заявив, що Сполучені Штати стежать за подіями в Росії і «консультуються з союзниками і партнерами щодо цих подій.

Сенатор США від штату Флорида і колишній кандидат у президенти Марко Рубіо заявив у Twitter, що заколот
…матиме значний і потенційно історичний вплив», а також зазначив, що той, хто контролює Ростов-на-Дону, контролює більшість поставок для російських військ в Україні.
Президент Латвії Едгарс Рінкевичс зазначив:
Ми пильно стежимо за розвитком подій у Росії, зараз відповідні органи оцінюють ситуацію та додаткові заходи безпеки. З огляду на останні події в Росії хотів би повторити заклик до громадян Латвії не відвідувати Росію і Білорусь, а тим, хто там перебуває, якнайшвидше виїхати з цих країн.
Президент Польщі Анджей Дуда заявив у Twitter, що
через ситуацію в Росії сьогодні вранці ми провели консультації з прем'єр-міністром і міністерством національної оборони, а також із союзниками. Перебіг подій за нашим східним кордоном ведеться на постійному моніторингу.
Президент Казахстану Касим-Жомарт Токаєв на тлі заколоту в РФ провів телефонну розмову з Володимиром Путіним, під час якої назвав події у Росії їхньою «внутрішньою справою».
Міністр закордонних справ Ірану Хоссейн Амірабдоллахян у телефонній розмові зі своїм російським колегою «висловив підтримку верховенству права у всіх країнах, включаючи Росію — сусіда і друга… і сказав, що він упевнений, що Росія пройде через цей етап».
Прем'єр-міністр Великої Британії Ріші Сунак закликав Кремль і керівника ПВК «Вагнера» Євгена Пригожина «бути відповідальними та захищати цивільне населення». Сунак сказав Бі-бі-сі в суботу, що Велика Британія
уважно стежить за ситуацією, оскільки вона розвивається на місці, поки ми говоримо. […] Ми підтримуємо зв'язок із нашими союзниками, і, власне, я поговорю з деякими з них сьогодні пізніше. […] Але найголовніше, що я б сказав, щоб усі сторони несли відповідальність і захищали цивільних осіб, і це приблизно те, що я можу сказати зараз.
Сунак відмовився сказати, хороші чи погані новини, що Путіну кидають виклик.
Ларс Льокке Расмуссен, міністр закордонних справ Данії, заявив:
Уряд дуже уважно стежить за ситуацією в Росії і перебуває в тісному контакті з нашими союзниками. Данським мандрівникам рекомендується дотримуватися рекомендацій Міністерства закордонних справ.

Голова Європейської Ради Шарль Мішель, коментуючи події в Росії, написав:
Це, очевидно, внутрішнє російське питання. Наша підтримка України та Володимира Зеленського є непохитною.
Коментар речниці МЗС Китаю, щодо інциденту з групою Вагнера:
Це внутрішня справа Росії. Як дружній сусід Росії і всеосяжний стратегічний партнер по координації дій в нову епоху, Китай підтримує Росію в підтримці національної стабільності і досягненні розвитку і процвітання.
Світлана Тіхановська, відомий член білоруської опозиції і президент Координаційної ради з питань передачі влади, заявила в Twitter, що фракційне протистояння в російських силах «викриває слабкість диктатур», і що «їхній режим терору може впасти в будь-який момент», а пізніше заявила: «Ми є свідками подій, які покладуть край великій тиранії. … Ми повинні скористатися цим моментом зараз». Крім того, командир полку імені Кастуся Калиновського Денис Прохоров (Дзяніс Прохараў) заявив у відео в Twitter, що «сприятливі умови для знищення диктатури швидко наближаються», і що «це початок кінця великої тиранії». Він також закликав білоруських військовослужбовців не втручатися у внутрішній конфлікт в Росії.
У телефонній розмові 24 червня президент Туреччини Реджеп Таїп Ердоган повідомив Путіну, що Туреччина готова допомогти знайти «мирне врегулювання», водночас закликавши його діяти зі здоровим глуздом.

## Економічні наслідки
Заяви глави ПВК «Вагнер» Євгенія Пригожина про ймовірний початок перевороту в Росії вдарили по цінах на акції для найбільших російських компаній. Індекс московської біржі знизився на 2,02 %. Крім того, акції «Сбербанку» впали на 2,05 %, «Роснафти» — на 1,6 %, «Газпрому» — на 1,41 %, а «Лукойлу» — на 2,08 %. Загалом акції низки російських публічних компаній втратили в ціні від 1 % до майже 6 %.
Після різкого падіння курсу долар-рубль з 20 до 21 червня, коли курс рубля становив 80,95 за 1 долар, починаючи з 22 червня, після заяв лідера ПВК «Вагнер» про захоплення військових об'єктів у місті Ростов-на-Дону курс рубля швидко повернувся до відмітки 84,63 за 1 долар і продовжує дешевшати; цей показник найвищий за останній рік.
З 23 по 25 червня 2023 року росіянами було знято з депозитних рахунків 100 мільярдів рублів (~ 1 108 000 $)